# Whitney (Texas)
Whitney é uma cidade  localizada no estado norte-americano do Texas, no Condado de Hill.

## Demografia
Segundo o censo norte-americano de 2000, a sua população era de 1833 habitantes.
Em 2006, foi estimada uma população de 2068, um aumento de 235 (12.8%).

## Geografia
De acordo com o United States Census Bureau tem uma área de
4,2 km², dos quais 4,2 km² cobertos por terra e 0,0 km² cobertos por água. Whitney localiza-se a aproximadamente 177 m acima do nível do mar.

## Localidades na vizinhança
O diagrama seguinte representa as localidades num raio de 28 km ao redor de Whitney.